# Dante-Symphonie
Dante-Symphonie  (Eine Symphonie zu Dantes Divina Commedia) (S. 109), è una sinfonia corale a programma di Franz Liszt, composta fra il 1855 e il 1856 ed eseguita per la prima volta a Dresda nel novembre 1857, per la direzione dello stesso compositore.
L'opera è ispirata alla Divina Commedia di Dante Alighieri. È informalmente dedicato all'amico Richard Wagner, che sarebbe poi diventato genero del compositore.

## Composizione

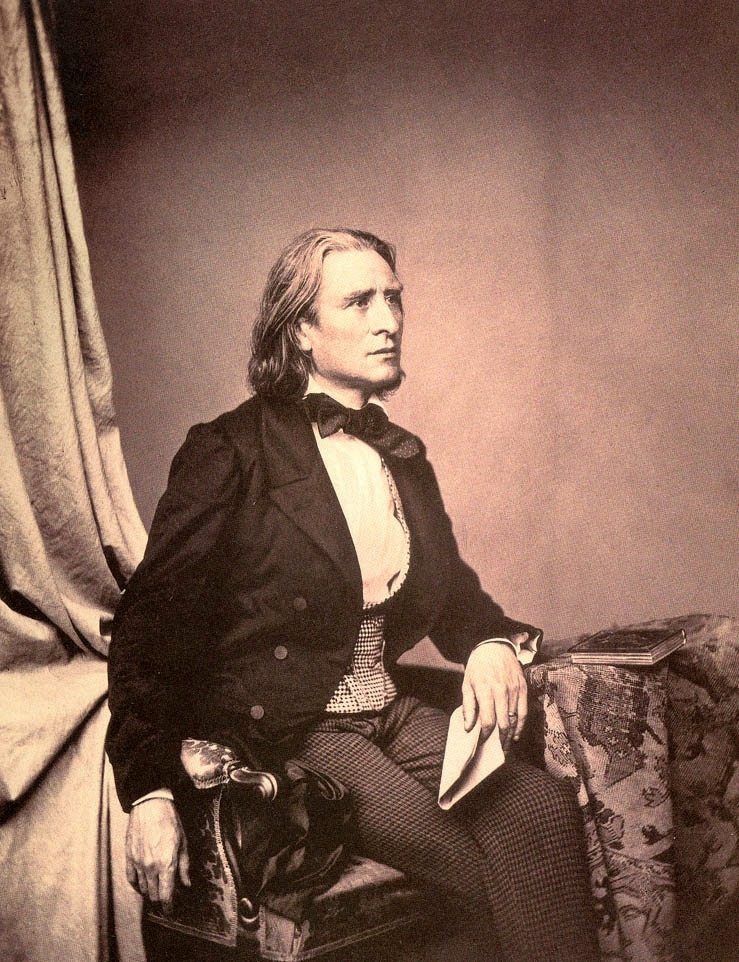
Franz Liszt nel 1858, poco dopo la composizione della Dante-Symphonie

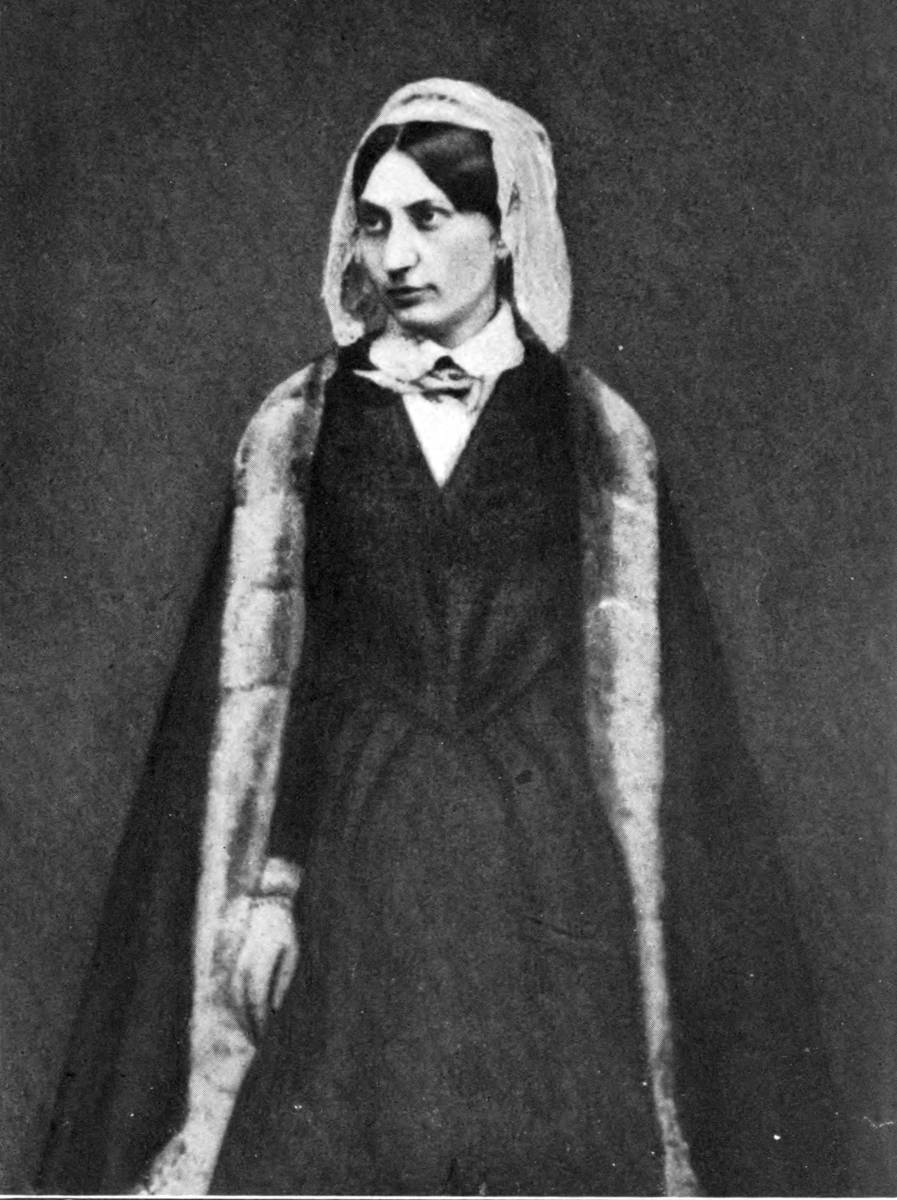
Carolyne von Sayn-Wittgenstein, alla quale la Dante-Symphonie è dedicata, nel 1847

Liszt aveva iniziato a schizzare temi destinati a questo lavoro fino dai primi anni quaranta dell'Ottocento:
(Franz Liszt, Journal des Zyi, febbraio 1839)
Nel 1847 suonò qualche frammento al piano per la principessa polacca Carolyne zu Sayn-Wittgenstein, sua amante; Liszt coltivò l'idea di proiettare durante i concerti scene tratte dalla Commedia e dipinte da Bonaventura Genelli, come pure l'utilizzo di una “macchina del vento” per ricreare al termine del primo movimento i turbini dell'Inferno. La principessa era disposta a accollarsi i costi di questa messinscena a effetto, ma non se ne fece nulla. Liszt riprese in mano il lavoro nel giugno 1855 e ne completò la maggior parte entro il termine dell'anno successivo, grosso modo lo stesso periodo di composizione della Faust-Symphonie: è questa la ragione per cui i due lavori sono spesso oggetto di una medesima incisione.
Nell'ottobre 1857 Franz Liszt suonò al pianoforte sia la Faust Symphonie che la Dante Symphonie a Zurigo, a casa di Wagner, il quale si dimostrò molto scettico sul fortissimo della seconda opera, che considerò non adatto all'idea di Paradiso. L'autore dovette dichiararsi d'accordo, dal momento che la sua intenzione originale era di concludere con il movimento dedicato al Purgatorio, ma la principessa Carolyne l'aveva persuaso a aggiungere un accenno alla gloria del Paradiso. Sull'autografo comunque Liszt riscrisse le ultime battute, ma lasciò all'esecutore la scelta se aggiungere in coda al pianissimo il finale fortissimo.
La prima del poema sinfonico all'Hoftheater di Dresda, il 7 novembre 1857, a breve distanza dalla conclusione della composizione, fu un disastro a causa delle prove assolutamente inadeguate; Liszt, che aveva diretto in prima persona l'orchestra, uscì pubblicamente umiliato. Ciò non gli impedì di preparare meglio la volta successiva, l'11 marzo 1858 a Praga, con distribuzione di un programma che preparasse l'uditorio alla forma inusuale della composizione in due tempi. La Dante-Symphonie è in effetti un lavoro innovativo che presenta importanti novità rispetto alla prassi esecutiva dell'epoca: basti pensare che inizia con la totalità di re minore e termina in si maggiore.

## L'opera

### Primo movimento: Inferno
La struttura del primo movimento, dedicato alla discesa di Dante e Virgilio attraverso i gironi infernali, è in forma di sonata. È suddivisibile in vari “episodi”, il principale dei quali, dedicato a Paolo e Francesca dal canto V, è di lunghezza tale da conferire al movimento la struttura di un trittico.
La tonalità è re minore, ma lo svolgimento è cromatico e ambiguo, con una dominante in sol#; l'armonia si basa su sequenze di settima diminuita.

#### Le porte dell'Inferno
Il movimento si apre con un lento basato su tre temi che descrivono i versi incisi sulla porta dell'inferno:
Il primo tema inizia in re minore, tonalità che Liszt associa all'inferno, ma termina in un sol# ambiguo, tre toni più sopra, un intervallo tradizionalmente connesso con il Demonio.
Il secondo tema, strettamente correlato al primo, termina pure in sol#, questa volta senza ambiguità. 
Il terzo tema infine inizia in mi naturale, prosegue con gli archi in do# e termina con un'ambigua settima diminuita in sol#.
Gli archi introducono in seguito un motivo derivato dal primo dei tre, associato alla discesa di Dante e Virgilio attraverso i gironi:
Lo accompagna un altro motivo basato su semitoni, in crescendo e in diminuendo, a sua volta derivato dal tema d'apertura, mentre i corni suonano il terzo tema per aumentazione in sol#:
Dal terzo tema deriva anche un motivo di ottoni:
Il tempo via via più veloce contribuisce a aumentare la tensione, la natura cromatica e atonale del materiale comunica un senso d'urgenza e di crescente eccitazione.

#### L'anticamera dell'inferno e il Limbo
Inizia in re minore, ma la tonalità appare ambigua. Questa sezione in accelerando raggiunge al climax un Allegro frenetico. Il primo soggetto introdotto dai violini è basato sui medesimi semitoni ascendenti e discendenti dell'introduzione.
Quando il tempo raggiunge il Presto molto, compare un secondo soggetto che archi e fiati suonano su un pedale della dominante in la:
Sulla partitura non appaiono riferimenti a versi di Dante, per convenzione si ritiene che l'esposizione del tema e la sezione successiva rappresentino l'anticamera dell'inferno e il primo cerchio, il Limbo, che si trovano immediatamente dopo le porte. La transizione tra i due soggetti potrebbe rappresentare l'attraversamento del fiume Stige.
Il secondo soggetto contenuto nell'introduzione, ripetuto in si maggiore, potrebbe richiamare l'episodio di Capaneo (Canto XIV). Compare anche il motivo identificato con la discesa di Dante e Virgilio. Dopo aver raggiunto il tempo molto fortissimo si ritorna al lento di apertura, con riproposizione del tema legato a Lasciate ogni speranza da parte degli ottoni.

#### Il secondo cerchio. Paolo e Francesca
Il vento infernale  è rappresentato da scale cromatiche ascendenti e discendenti di archi e flauti. Segue un 5/4 Quasi Andante, ma sempre un poco mosso che inizia con un glissando di arpa, con archi e legni in figurazioni cromatiche che ancora richiamano il vento. Segue il clarinetto basso che intona un recitavo ai limiti inferiori delle sue possibilità armoniche:
Lo stesso tema è ripreso e ampliato da una coppia di clarinetti accompagnati dall'arpa e dalle figure cromatiche ascoltate all'inizio della sezione. Il riferimento esplicito è all'episodio dantesco di Paolo e Francesca; dopo un breve passaggio basato su un tema derivato dal recitativo, segue un Andante amoroso di un tema appassionato in 7/4. Durante una delle prove, in questo punto Liszt si voltò verso gli archi e disse: Mehr blau, meine Herren! ("Più blu, signori!").
La tonalità indicata in partitura è fa#, in realtà la sezione inizia in re# minore, continua in fa# minore e la minore.

#### Il settimo cerchio
La transizione al cerchio successivo è introdotta da un ritorno del motivo Lasciate ogni speranza. Una breve cadenza per arpa, che continua il motivo del vento infernale, conduce a un passaggio sul quale Liszt ha scritto: L'intero passaggio intende essere una blasfema risata di scherno, probabilmente con un richiamo al personaggio di Capaneo. I motivi dominanti sono ripetizioni di passaggi già ascoltati in precedenza.

#### Coda
Dopo un ricapitolo che forse rappresenta l'ottavo e il nono cerchio, nel quale il primo soggetto è richiamato per aumentazione, il tempo accelera fino a un climax; il secondo soggetto è ripetuto con pochi cambiamenti rispetto all'esposizione. Un altro climax conduce alla coda, dominata dal secondo soggetto e dal motivo della discesa; quest'ultimo conduce a un climax ancora più intenso (molto fortissimo). Nelle ultime dieci battute ritorna il motivo Lasciate ogni speranza mentre Dante e Virgilio emergono dalla parte opposta del mondo, ai pieni della montagna del Purgatorio.
Il movimento termina in re, anche se l'ambigua tonalità viene mantenuta fino all'ultima battuta; la quinta aperta del finale potrebbe connotare l'impotenza di Lucifero precipitato nel fondo degli inferi.

### Secondo movimento: Purgatorio
La struttura del secondo movimento è tripartita, con una prima sezione solenne e tranquilla, in due parti; una seconda sezione più mossa in cui si costruisce poco per volta una fuga che conduce a un climax; infine una terza sezione che vede il ritorno al sentimento iniziale, del quale ricapitola i temi principali. Questa struttura ternaria riflette l'architettura del Purgatorio dantesco; l'antipurgatorio, le sette cornici del monte propriamente detto, infine il Paradiso terrestre alla sommità.

#### Antipurgatorio
Il movimento si apre in re con un tempo Andante con moto quasi Allegretto. Tranquillo assai. Il tema d'apertura è introdotto dal corno accompagnato dagli archi e dall'arpa. Il tema è ripreso dai legni e dai corni per svanire dopo 22 battute in arpeggi dell'arpa:
L'intera sezione è poi ripetuta in mib (benché la chiave indicata sia sib). Il tempo cambia quindi in un più lento e la chiave torna in re. I violoncelli introducono un nuovo tema fatto subito proprio dai violini:
che gradualmente si trasforma in un tema simile a un corale in fa# minore, intonato solennemente da corni e legni in un più lento un poco meno mosso:
che si sviluppa in durata, seguito in contrappunto da una variante del secondo tema. La sezione conclude in si minore.

#### Monte Purgatorio
La sezione è contrassegnata dalla definizione Lamentoso. Il tema principale, introdotto dalle viole, comprende una serie di frammenti in si minore che rappresentano le doglianze e la sofferenza dei penitenti. L'episodio conduce a una serie di terzine:
Il tema, ripreso dagli altri archi, si trasforma in una fuga a cinque voci; con l'aggiunta dei legni e della notazione dolente il volume della musica aumenta, si fa più agitato (la notazione agogica è gemendo); i corni si uniscono alla fuga nel climax, dopo il quale la musica si disgrega in frammenti e rallenta. Ben presto però riprende e aumenta fino a un nuovo, possente climax in fa minore (grandioso) che impegna l'intero organico:
Una serie di sequenze passa da fa minore a mib maggiore, attraverso solb minore e sol minore, seguita da una breve transizione in cui a terzine in staccato di violoncelli e contrabbassi rispondono accordi statici di corni e legni. La tonalità passa a re maggiore, i violini suonano terzine in legato accompagnate da figure dei legni in gemendo e poi in dolente e appassionato, con accordi dei corni silenziati. La musica perde di intensità, condotta dai violoncelli verso una significativa pausa che prelude all'episodio del Paradiso terrestre.

#### Paradiso terrestre
Il corale udito in apertura di movimento viene ricapitolato per aumentazione, accompagnato dagli archi in pizzicato, alternandosi al tema più lento esposto nella sezione di apertura. La tonalità si modula da sib maggiore a si, raggiungendo senza pausa il finale.

#### Magnificat
Il poema sinfonico si chiude con un coro di voci femminili (o bianche) sui primi due versi del Magnificat, che culminano in Osanna e Alleluia; nella Commedia di Dante i penitenti in Purgatorio intonano Osanna, come pure le anime in Paradiso, ma non viene citato il Magnificat né l'invocazione Alleluia.
Liszt prescrive nello spartito che il coro rimanga nascosto agli occhi dell'uditorio:
Il tempo varia tra 6/4 e 3/2, il coro canta su archi, legni e due arpe:
Il tempo accelera e il volume della musica aumenta, i tempi variano in 9/4 e 3/3.
Il tempo cala in Un poco più lento, lo squillo di una tromba svanisce nel silenzio, una voce solista che potrebbe rappresentare Beatrice canta il primo verso del Magnificat.
Il secondo verso è cantato dal coro accompagnato da un violoncello solo, fagotti e clarinetti.
Nella coda il coro diviso in due canta una serie di modulazioni che rappresentano l'ascesa di Dante sfera celeste dopo sfera celeste fino all'Empireo: gli Osanna discendono da sol# fino a do mentre gli Alleluia salgono da sol# a fa, il basso scende l'intera scala da sol# fino a la#, finché il coro intero si unisce in un trionfante Alleluia sulla dominante, fa#.
L'orchestra conclude in si maggiore in un tempo molto pianissimo; segue un secondo finale, Più mosso, quasi Allegro. Trombe e tromboni, accompagnati da scale ascendenti di archi e legni, preparano la scena al ritorno del coro che ripete tre volte la parola Alleluja. La conclusione è in si.